# Alex Sharpe
Alex Sharpe is een Ierse zangeres en actrice in musicals. Van 2008 tot 2010 maakte ze deel uit van het muziekensemble Celtic Woman, in eerste instantie ter vervanging van Lisa Kelly en vanaf 2009 als permanente vervanging van Órla Fallon. In 2010 nam Alex Sharpe afscheid van Celtic Woman om zich volledig aan haar gezin te kunnen wijden.

## Levensloop
Sharpe heeft les gehad aan de Webber Douglas Academy in Londen.
Sharpe heeft in verscheidene musicals gespeeld, zoals de rol van Dorothy in The Wizard of Oz (in 1991), Janet in The Rocky Horror Show, Young Sally in Follies in Concert, Jenny in Aspects of Love en Mila in Aloha Kamano. Ze werd vervolgens gekozen om Eponine te spelen in Les Misérables in Engeland en Ierland. Ze heeft ook gespeeld tijdens de Les Misérables Concert Tour.
Andere rollen die Sharpe gespeeld heeft zijn Kate Foley in The Wireman in het Gaiety Theatre in Dublin en Bernadette in The Beautiful Game. In 2006 heeft ze meegewerkt aan de musical The Pirate Queen in Chicago.
Ze heeft samengewerkt met bekende orkesten, waaronder het RTÉ Concert Orchestra en het Deens Radio Symfonieorkest. Daarnaast heeft ze bijgedragen aan de soundtrack van de film Evita.